# Cratere Demonax
Demonax è un grande cratere lunare di 121,93 km situato nella parte sud-orientale della faccia visibile della Luna.
Il cratere è dedicato al filosofo greco Demonatte.

## Crateri correlati
Alcuni crateri minori situati in prossimità di Demonax sono convenzionalmente identificati, sulle mappe lunari, attraverso una lettera associata al nome.
| Demonax | Coordinate            | Diametro (in km) |
| ------- | --------------------- | ---------------- |
| A       | 79°21′00″S 65°51′36″E | 20,12            |
| B       | 81°28′12″S 72°03′00″E | 23,17            |
| C       | 80°16′48″S 56°17′24″E | 10,37            |
| E       | 78°14′24″S 43°12′36″E | 33,75            |